# Sog-Kloster
Das Sog-Kloster oder  Tsanden-Kloster aus dem 17. Jahrhundert ist ein Kloster der Gelug-Schule des tibetischen Buddhismus. Es liegt im Kreis Sog des Regierungsbezirks Nagqu (Nagchu) in Tibet, China, auf 4100 m Höhe am Sog-Fluss am Oberlauf des Salween. Seine festungsartige Anlage wurde 1667 unter den mongolischen Khoshuud-Fürsten erbaut. Zu den Gebäuden des Klosters zählen die Tempel Lhakang Marpo (Roter Tempel) und Lhakhang Karpo (Weißer Tempel). Das Kloster wird auch als „Kleiner Potala-Palast“ bezeichnet, weil es diesem im Baustil ähnelt. Heute beherbergt es 180 Mönche.